# Johannes Feige
Johannes Feige (* 4. Mai 1931 in Crimmitschau; † 5. Mai 2021) war ein deutscher Maler, Grafiker, Holzschneider und Holzbildhauer, der vor allem in Sachsen tätig war.

## Biografie
1936 kam Feige nach Glauchau, wohin die Familie aus Crimmitschau gezogen war. Von 1937 bis 1945 besuchte er dort die Grundschule. Daran schloss sich eine Lehre als Tischler und als Lithograf an, die er jedoch aufgrund einer schweren Erkrankung nicht abschließen konnte; trotzdem fand er bereits hier seine enge Beziehung zum Werkstoff Holz und erlangte ein umfangreiches Fachwissen.
1955 heiratete er seine Frau Waltraut. Mit ihr hat er die Kinder Matthias (1956), Michael (1958), Cornelia (1959) und Anett (1964).
Von 1952 an war er beruflich als Gebrauchsgrafiker tätig, ab 1958 im VEB Spinnstoffwerk Glauchau. Dort bezog er 1959 sein erstes eigenes Atelier. Von 1981 bis 1991 konnte er Räume in der „Villa Kaiser“ in Glauchau als Atelier nutzen. 1991 schuf er an seinem Wohnhaus im Ortsteil Gesau einen Anbau, den er fortan als Atelier nutzte.

## Künstlerische Entwicklung
Johannes Feige war Autodidakt. Zu seinen Lehrern gehörten Karl Michel, dessen Mal- und Zeichenschule in Zwickau er von  1960 bis 1962 besuchte, und der Gersdorfer Künstler Heinz Tetzner. Bei beiden entdeckte er die Möglichkeiten expressiven Gestaltens, die sein weiteres Schaffen nachhaltig prägten. Enge künstlerische Kontakte pflegte Feige u. a. zu Hans Jüchser, Gerhard Altenbourg und Friedrich Press. Seit 1960 war Johannes Feige in Glauchau selbst Leiter eines Mal- und Zeichenzirkels. Viele seiner Schülerinnen und Schüler haben später an der Kunsthochschule in Dresden oder an der Burg Giebichenstein in Halle (Saale) studiert.
1968 wurde Johannes Feige, obwohl er Autodidakt und bekennender Christ war, in den Verband Bildender Künstler der DDR aufgenommen. 1973 hatte er seine erste Personalausstellung in der Kleinen Galerie in Glauchau. Daran schloss sich eine lange Ausstellungsreihe seiner zeitgenössischen Kunstwerke an, vor allem im mitteldeutschen Raum. Von 1978 bis 1982 erhielt er eine Berufung als nebenamtlicher Dozent im Fach Holzschnitt an die Kunsthochschule Dresden.
Studienreisen führten ihn nach Mittelasien, Sibirien, Russland, Armenien, Georgien und eine Vielzahl anderer Länder. 1993 reiste er nach Israel, wo er in der Holocaust-Gedenkstätte Yad Vashem und im Kloster St. Katharina auf dem Sinai symbolisch Arbeiten aus seinem Schaffen überreichte. Angeregt durch die Russland-Skizzen Ernst Barlachs, führte Johannes Feige auf all diesen Reisen seinen Skizzenblock mit sich. Anlässlich seines 70. Geburtstages veranstaltete der Landkreis Chemnitzer Land in der Sachsenlandhalle Glauchau eine umfangreiche Ausstellung seiner Reiseskizzen.

## Ausstellungen (unvollständig)

### Personalausstellungen
- 1970/1976 Dresden, Galerie Kunst der Zeit

- 1973 Meerane, Kleine Galerie
- 1974, 1975, 1981 und 1991 Dresden, Kunstausstellung Kühl
- 1977 Hohenstein-Ernstthal, Kleine Galerie
- 1978 Quedlinburg, Klopstock-Haus
- 1979/1987 Schönfels, Burgmuseum
- 1980 Dresden, Kirchentag
- 1981 Dresden, Kreuzkirche
- 1981 Freiberg, Cotta-Club
- 1982/1992 Zwickau, Städtisches Museum
- 1982 und 1986 Annaberg-Buchholz, Galerie am Markt
- 1987 Leipzig, Kirchentag
- 1987 Erfurt, Ägidienkirche
- 1990 Sinsheim, Rathaus
- 1992 Bonn, Bundestag
- 1993 Auerbach, Göltzschtalgalerie
- 1993 Freudenstadt, Volkshochschule
- 1993 Glauchau, Schloss Hinterglauchau
- 1993 Oberammergau, Verkehrsamt
- 1993 Vechta, Volkshochschule
- 1994 Solingen, Diakonissenhaus
- 1996 Glauchau, Galerie art gluchowe
- 1996 Lichtenstein, Landesgartenschau
- 1996 Zwickau, Galerie am Domhof
- 2006 Glauchau, Schloss Hinterglauchau („Joh. Feige – gekerbtes Leben“; Grafik, Malerei, Plastik)
- 2015 Zwickau, Priesterhäuser

### Teilnahme an zentralen und wichtigen regionalen Ausstellungen in der DDR
- 1970: Berlin, Altes Museum („Im Geiste Lenins“)
- 1975 und 1979: Schwerin, Staatliches Museum („Farbige Grafik in der DDR“)
- 1979 und 1985: Karl-Marx-Stadt, Bezirkskunstausstellungen
- 1984/1985 Karl-Marx-Stadt, Städtisches Museum am Theaterplatz („Retrospektive 1945 – 1984. Bildende Kunst im Bezirk Karl-Marx-Stadt“)

## Publikationen Feiges
- Johannes Feige/Ingrid Ebert: Holzschnitte zur Bibel – Gedichte und Meditationen, Berlin 1989.
- Johannes Feige: Der Holzschnitt, Glauchau 1997.
- Johannes Feige: Reiseskizzen, Glauchau 2001.